# Midnight rocks
Midnight rocks is een single van Al Stewart. Het was de eerste single afkomstig van zijn album 24 Carrots. Althans dat gold voor de Verenigde Staten. In de Europa werd Mondo sinistro als single uitgegeven. Stewart scoorde wel een hitje met Midnight rocks, Europa liet Stewart links
liggen.
Midnight rocks heeft niets te maken met rock rond het middernachtelijk uur. Het gaat over een liefde die dreigt op de klippen te lopen ("Stranded upon the midnight rocks"). Constantinople gaat over de slag om Constantinopel, uiteindelijk gewonnen door Mehmet II (Mohammed in het leidje).
Midnight rocks haalde dertien weken de vierentwintigste plaats in de Billboard Hot 100 en betekende het einde van zijn hitcarrière in de Verenigde Staten.
Midnight rocks kreeg ook een Nederlandse release met B-kant Optical illusions, maar haalde de hitparades niet.